# 2MASS J11173691+3609359
2MASS J11173691+3609359 ist ein etwa 20 Parsec von der Erde entfernter Brauner Zwerg im Sternbild Großer Wagen. Er wurde 2003 von Kelle L. Cruz et al. entdeckt und gehört der Spektralklasse L0 an.